# Mimosybra samarensis
Mimosybra samarensis es una especie de escarabajo del género Mimosybra, familia Cerambycidae. Fue descrita científicamente por Breuning en 1970.
Se distribuye por Filipinas. Posee una longitud corporal de 9 milímetros. El período de vuelo de esta especie ocurre en los meses de junio y julio.